# Fosfito de trimetilo
El fosfito de trimetilo o trimetilfosfito es un compuesto organofosforado con la fórmula P(OCH3)3, a menudo abreviado como P(OMe)3. Es un líquido incoloro con un olor muy picante. Se utiliza como ligando en química organometálica y como reactivo en síntesis orgánica. La molécula presenta un centro piramidal de fósforo (III) unido a tres grupos metóxido.

## Síntesis y reactividad
El fosfito de trimetilo se prepara a partir de tricloruro de fósforo en presencia de una base, típicamente una amina terciaria::
{\displaystyle {\rm {3\ CH_{3}OH+PCl_{3}+R_{3}N\rightarrow P(OCH_{3})_{3}+3\ R_{3}NH^{+}Cl^{-}}}}
En ausencia de una base, produce dimetilfosfito. El trimetilfosfito es susceptible a la oxidación a fosfato de trimetilo.
Al reaccionar con haluros de alquilo, los ésteres de ácido fosfónico correspondientes se pueden obtener en una reacción de Arbuzov:
Por ejemplo, reacciona con una cantidad catalítica de yoduro de metilo en la reacción de Arbuzov para dar metilfosfonato de dimetilo:
{\displaystyle {\rm {3\ P(OCH_{3})_{3}\rightarrow CH_{3}P(O)(OCH_{3})_{2}}}}
Este tipo de reacción, iniciada térmica o catalíticamente, puede resultar en la isomerización a metilfosfonato de dimetilo. Esta reacción es altamente exotérmica con un calor de reacción de −180,7 kJ·mol−1 o −1456 kJ·kg−1, que puede ser explosiva de forma descontrolada. Durante un incidente el 1 de diciembre de 2014 en Schill+Seilacher Chemie GmbH en Pirna, se filtraron 5 toneladas de fosfito de trimetilo, lo que resultó en una muerte y cuatro heridos, así como daños materiales de varios millones de euros.
Los fosfatos de vinilo orgánicos se forman en una reacción de Perkow con α-halocetonas:
Como ligando, el fosfito de trimetilo tiene un ángulo cónico más pequeño y mejores propiedades de aceptación con respecto a la trimetilfosfina. Un derivado representativo es el complejo incoloro tetraédrico Ni(P(OMe)3)4 (p.f. = 108 °C). El ligando tridentado llamado ligando de Kläui deriva del trimetilfosfito. La formación de este ligando ilustra la susceptibilidad del trimetilfosfito (y sus complejos metálicos) a la reacción de Arbuzov.
El fosfito de trimetilo también se usa como un reactivo de desulfuración suave en síntesis orgánica, por ejemplo en la preparación de derivados de tetratiafulvaleno.